# Ярс Балан
Ярс Балан, або Ярослав-Ігор Ярославович Балан (англ. Jars Balan, нар. 10 червня 1952, Торонто) — український поет, етнограф, організатор науки в Канаді. Творив у галузі поезії, прози, драматургії; займався перекладом та видавничою справою, науковими дослідженнями у галузі етногарфії української діаспори Канади, студіями Голодомору. Директор Музею української спадщини (Едмонтон, 1992), директор Канадського інституту українських студій (КІУС) (Едмонтон, 2018—2020).

## Життєпис
Народився 10 червня 1952 року в Торонто. Навчався в художній школі у м. Банфф (Альберта), Канада, яку закінчив у 1971 р. Закінчив Університет Торонто (1976), здобув післядипломну освіту в Університеті Альберти (1981). Ініціатор заснування музею української спадщини в Едмонтоні «Калиновий гай». Пише поезії англійською та українською мовами. Молодим зацікавився історією та етнографією української діаспори Канади. Написав і видав книгу есе «Хліб і калач» (1984).

## Творчість
Вірші Балана вирізняються лексичним мінімалізмом, мають певні риси бароко й панфутуризму. Уживає своєрідну техніку «зоропоезії» в циклах «Автобіографіка», «Балет», «Варіяції на тему». У використанні «Я-мотиву» нагадує техніки віршування М. Сороки, В. Трубая, М. Луговика, М. Короля та В. Женченка. Поезографіка Балана неодноразово експонувалася в художніх галереях Торонто (1985), Едмонтона (1987, 1997), Вінніпеґа (1988). Поезії Балана опубліковані в збірниках «Золотий гомін» (Київ, 1991; 1997) – «Я під мікроскопом», «Таємниця в парку», а також у журналі СПУ «Всесвіт» (1995).
Автор численних наукових і науково-популярних статей у галузях українсько-канадської історії, літератури, театру, останнім часом — про причини і історичні корені російсько-української війни.